# Arrondissement de Mettmann
L'arrondissement de Mettmann (Kreis Mettmann) est situé entre les villes de Düsseldorf, Duisbourg, Mülheim, Essen, Wuppertal, Solingen, Cologne et Leverkusen au nord de l'ancien Duché de Berg dans le Land de Rhénanie-du-Nord-Westphalie. Il a encore des limites aux arrondissements d'Ennepe-Ruhr, du Rhin-Berg et du Rhin Neuss. L'arrondissement est traversé par les autoroutes A 3 (Oberhausen-Cologne), A 44 (Düsseldorf-Velbert), A 46 (Düsseldorf-Wuppertal), A 52 (Düsseldorf-Essen) et A 59 (Düsseldorf-Leverkusen).
La densité de population de 1 247 habitants/km2 est la plus élevée des arrondissements allemands.

## Histoire
L'arrondissement fut créé en 1929 sous le nom de Landkreis Düsseldorf-Mettmann. Le 1er janvier 1975 et le 1er juillet 1976, son territoire changea en raison de la réforme des territoires communaux.

## Communes
Aujourd'hui l'arrondissement compte 10 communes qui sont toutes des villes :

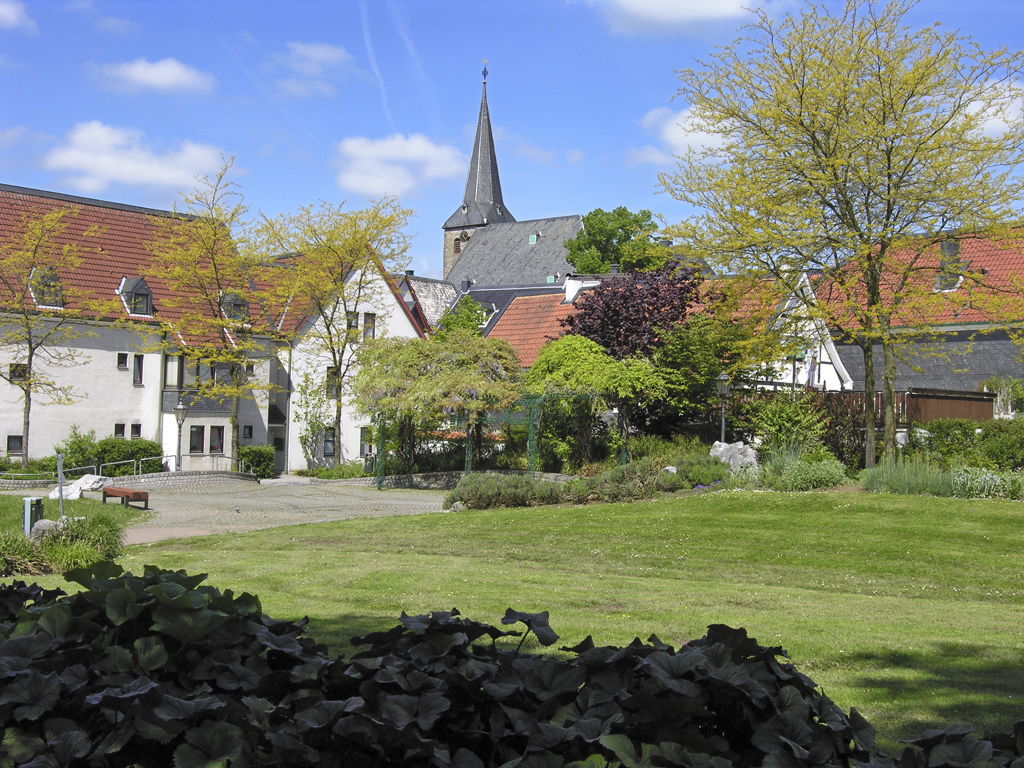
Wülfrath

- Erkrath
- Haan
- Heiligenhaus
- Hilden
- Langenfeld
- Mettmann (chef-lieu)
- Monheim sur le Rhin
- Ratingen
- Velbert
- Wülfrath

## Politique

### Élections du préfet (Landrat)
| Parti | Scrutin du 12 sept. 1999 | Scrutin du 12 sept. 1999 | Scrutin du 12 sept. 1999 | Scrutin du 26 sept. 2004 | Scrutin du 26 sept. 2004 | Scrutin du 26 sept. 2004 |
|       | Candidat                 | Votes                    | %                        | Candidat                 | Votes                    | %                        |
| ----- | ------------------------ | ------------------------ | ------------------------ | ------------------------ | ------------------------ | ------------------------ |
| CDU   | Thomas Hendele           | 109 718                  | 51,7 %                   | Thomas Hendele           | 124 220                  | 58,9 %                   |
| SPD   | Heinrich Stang           | 70 627                   | 33,3 %                   | Ulrike Haase             | 86 583                   | 41,1 %                   |
| FDP   | Robert Wirtz             | 17 668                   | 8,3 %                    |                          |                          |                          |
| Grüne | Ulrike Göbelsmann        | 14 315                   | 6,7 %                    |                          |                          |                          |

### Élections du conseil (Kreistag) du 26 septembre 2004
| Parti  | Votes  | %      | Sièges |
| ------ | ------ | ------ | ------ |
| CDU    | 99 225 | 46,3 % | 33     |
| SPD    | 62 820 | 29,3 % | 21     |
| Grüne  | 21 719 | 10,1 % | 7      |
| FDP    | 16 804 | 7,8 %  | 6      |
| UWG-ME | 13 245 | 6,2 %  | 5      |
| Indép. | 336    | 0,2 %  | 0      |

## Juridictions
Juridiction ordinaire :

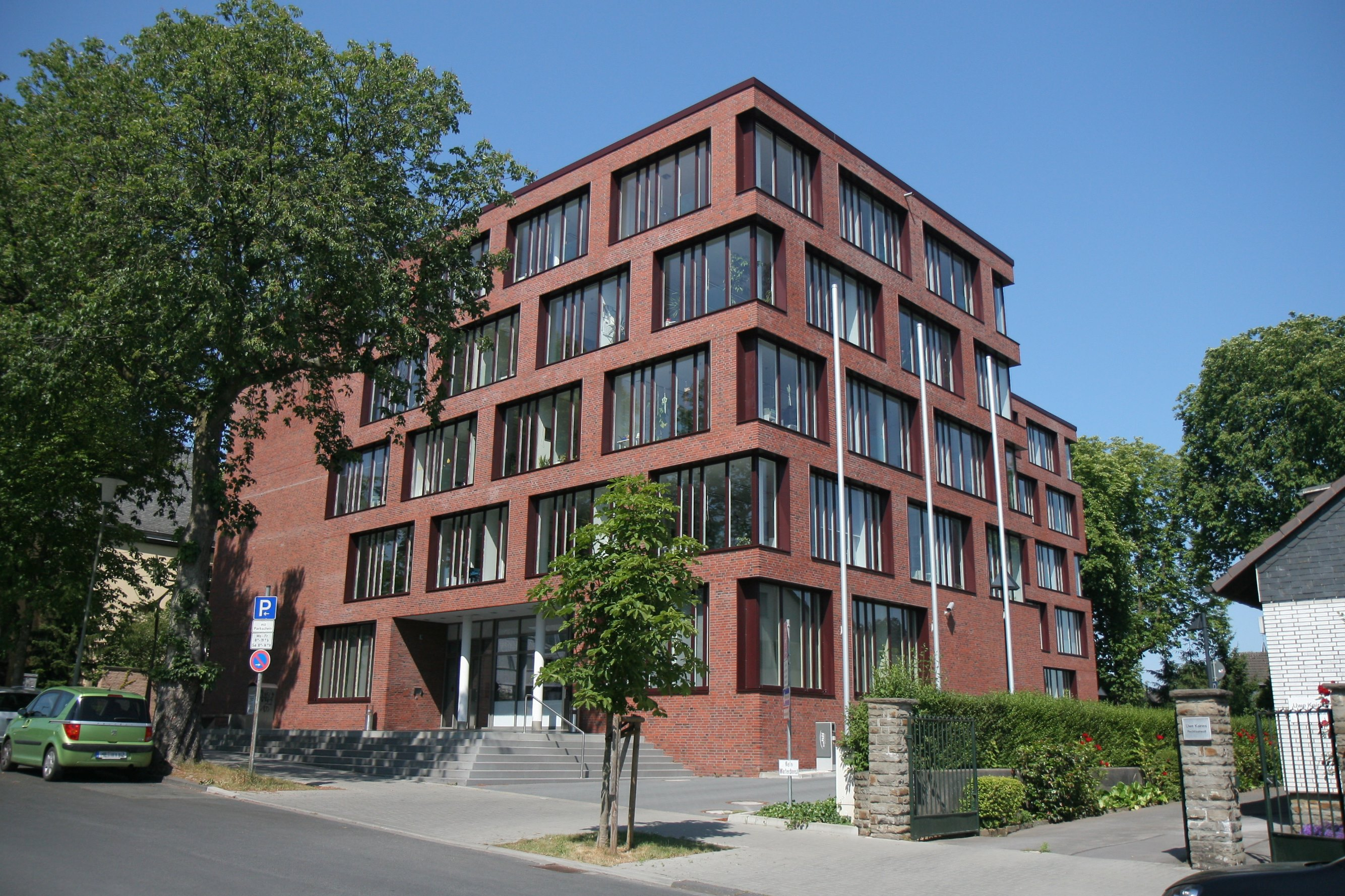
Tribunal cantonal de Mettmann

- Cour d'appel (Oberlandesgericht) de Düsseldorf
  - Tribunal régional (Landgericht) de Düsseldorf
    - Tribunal cantonal (Amtsgericht) de Langenfeld (Rhld.):  Hilden, Langenfeld (Rhld.), Monheim am Rhein
    - Tribunal cantonal de Ratingen: Ratingen

  - Tribunal régional de Wuppertal
    - Tribunal cantonal de Mettmann : Erkrath, Haan, Mettmann, Wülfrath
    - Tribunal cantonal de Velbert : Heiligenhaus, Velbert

Juridictions spéciales :
- Tribunal supérieur du travail (Landesarbeitsgericht) de Düsseldorf
  - Tribunal du travail (Arbeitsgericht) de Düsseldorf: Erkrath, Haan, Hilden, Langenfeld (Rhld.) Mettmann, Monheim am Rhein, Ratingen
  - Tribunal du travail de Wuppertal: Heiligenhaus, Velbert, Wülfrath
- Tribunal administratif (Verwaltungsgericht) de Düsseldorf
- Tribunal des affaires de Sécurité sociale (Sozialgericht) de Düsseldorf